# پریسا فرشیدی
پریسا فرشیدی (زادهٔ ۳۰ مهر ۱۳۶۹ - تهران) تکواندوکار اهل کشور ایران است.
از افتخارات وی می‌توان به کسب مدال نقره وزن ۶۷کیلوگرم در بازی‌های آسیایی ۲۰۱۰، مدال برنز وزن ۶۷ کیلوگرم در مسابقات تکواندو قهرمانی آسیا ۲۰۱۰ قزاقستان و مدال برنز وزن ۶۲ کیلوگرم در بازی‌های همبستگی کشورهای اسلامی ۲۰۱۳ اندونزی اشاره کرد. مدال طلای جام باشگاه‌های آسیا و ۳ طلای جام فجر و مدال طلای تورنمنت تونس در سال ۲۰۱۳ و همچنین کاپیتانی تیم ملی در سال ۲۰۱۱ از دیگر دستاوردهای وی می‌باشد. وی در کشور آلمان زندگی می‌کند و درخواست پناهندگی این کشور را کرده‌است.